# (17744) Jodiefoster
(17744) Jodiefoster est un astéroïde de la ceinture principale aréocroiseur.

## Description
(17744) Jodiefoster est un astéroïde aréocroiseur. Il fut découvert par le programme OCA-DLR Asteroid Survey le 18 janvier 1998 à Caussols. Il présente une orbite caractérisée par un demi-grand axe de 2,39 UA, une excentricité de 0,31 et une inclinaison de 3,07° par rapport à l'écliptique.

## Nom
Il fut nommé en l'honneur de l'actrice et réalisatrice de films américaine Jodie Foster, née en 1962. Pour les astronomes, elle sera toujours Eleanor Arroways dans le film Contact de Robert Zemeckis, tiré du roman éponyme de Carl Sagan.

## Compléments